# Belica
Belica (znanstveno ime Coluber gemonensis) je v Sloveniji dokaj redka kača iz družine gožev, razširjena južneje na Balkanskem polotoku in v Italiji, v Sloveniji pa je severna meja njene razširjenosti. Poznanih je le nekaj najdišč s Primorske. Odrasla belica je siva, z drobnimi temnimi in svetlimi pikami. Mladiči so popolnoma podobni mladičem črnice. Ednini znak, po katerem ju ločimo je število trebušnih ploščic. Teh ima črnica več kot 190, belica pa manj kot 186.  Zadržuje se na suhih, toplih in odprtih območjih, najdemo jo v kamnitih mestih, vinogradih, ogradah in meliščih.  Prehranjuje se s kuščaricami, kačami, redkeje pa z malimi sesalci in velikimi kobilicami. Znese 5 do 6 jajc, redko več. Je prizadeta vrsta in varovana z Uredbo o zavarovanih prostoživečih živalskih vrstah.